# Добровољно ватрогасно друштво Краљево
Добровољно ватрогасно друштво у Краљеву је организација заснована  на слободи удруживања основана ради организованог добровољног учешћа грађана у спровођењу заштите од пожара, спасавању људи и имовине и реализације пројеката и програма из ове области који су од јавног интереса.

## Историјат Друштва
Прва, а највероватније и оснивачка, Скупштина Добровољног пожарног друштва у Краљеву одржана је 1. јануара 1933. године. На тој Скупштини изабран је привремени управни одбор. Први председник Друштва био је срески лекар Михајло Младеновић, док су чланови одбора били познати краљевачки трговци и индустријалци.
Непосредни повод за оснивање био је велики пожар који је задесио Краљево јуна месеца 1931. године. Иако су сви објекти захваћени пожаром били на самој обали Ибра, недостајало је воде за гашење јер у граду није било водовода, ватрогасне екипе, као ни пумпи за гашење пожара. Ватра је локализована тек доласком ватрогасаца из Крагујевца. Како су новине објавиле, штета од овог пожара била је преко пола милиона динара. Ова ситуација подстакла је краљевачке трговце да оснују Добровољно пожарно друштво, што су прихватили и граћани прикупивши новчане прилоге. Наком оснивања, формирана је Добровољна ватрогасна чета, чија је основна делатност била спасавање људи, жена и деце угрожених од пожара и заштита материјалних добара. Овој чети приступило је 12 физички способних људи старијих од 18 година.
За почетак чета је од прибора имала мали и велики шмрк, велике и мале саке за воду, мердевине, кукаче, чакље, кофе, конопце, опасаче, секирице, лопате, ашове, конопац за спасавање и најмање пар коња за вучу кола. Године 1935. варош Краљево купује аутомобил марке "Форд" за поливање улица, а коришћено је и за превоз воде. Прва цистерна марке "Прага" дошла је у варош тек 1941. године, а служила је за поливање улица у Врњачкој Бањи. Прво седиште Добровољне ватрогасне чете било је у просторијама ондашње Електричне централе у Краљеву. Добровољна ватрогасна чета 1938. године прераста у Добровољно ватрогасно друштво (ДВД).
О раду ватрогасног друштва за време окупације у току Другог светског рата нису сачувана документа, али се зна да је било неколико изузетно важних акција у борби против окупатора. Тако је 27.септембра 1941. године, 17 чланова ватрогасне чете преварило немачку стражу и упутило се у партизански одред „Јово Курсула“ на Гочу. Колеге ватрогасци које су остали у граду, сада под сумњом немачких власти, били су одређени да након стрељања цивила 17.октобра сахрањују жртве. Према сведочењу Радомира Луковића, једног од ватрогасаца, жртве је сахрањивало око сто људи из Фабрике вагона, око 30 цивила и 29 ватрогасаца. 
Године 1945. ДВД мења назив у Добровољну ватрогасну народну милицију. Ватрогасна милиција била је састављена од плаћених ватрогасаца и добровољне ватрогасне милиције која за свој рад није примала никакву материјалну надокнаду. Исте, 1945. године, добровољним радом чланова изграђена је подземна гаража на обали испод баште "Ибар", набављено је нешто опреме, добијена су два теретна возила, од којих је једно преправљено у ауто цистерну.
Да би се створили бољи услови за рад, покренута је акција за изградњу ватрогасног дома. Данашњи ватрогасни дом изграђен је 1953. године. У њему се налази добро организовано Друштво и Ватрогасни оркестар као посебна институција.
Општински ватрогасни савез Краљево основан је 11. јуна 1963. године. Овај савез је обједињавао и координисао рад добровољних ватрогасних друштава у општини. Од маја 1967. године у општински савез примљено је и ДВД Врњачка Бања.
Нагли развој ватрогасне делатности у Краљеву забележен је у периоду од 1950. до 1970. године. Тада је започето са планским издвајањем средстава за куповину опреме и противпожарних потрепштина, а кренуло се и са организацијом ватрогасних курсева. Курсеви су се организовали у просторијама Добровољног ватрогасног друштва у Краљеву. Полазници курса били су углавном радници ондашњих радних организација.
Једно од најважнијих признања ватрогасном друштву је Орден заслуге за народ првог реда добијен од Председништва народне скупштине ФНРЈ 1951. године.

## Добровољно ватрогасно друштво данас
Велики број чланова ДВД Краљево одликован је највишим признањима ватрогасних савеза Југославије и Србије за постигнуте резултате на такмичењима.
Оркестар ДВД Краљево има дугу традицију и данас је присутан у бројним активностима које се организују на подручју града. Имали су велики број успешних наступа при обележавању значајних датума и јубилеја у Краљеву.
ДВД сарађује са бројним ватрогасним друштвима из земље и Ватрогасним савезом Србије. Дугогодишња сарадња остварује се и са Добровољним ватрогасним друштвом Марибор из Словеније и ДВД Марбург из Немачке. Овом сарадњом добијена су ватрогасна возила са великом количином вредних техничких средстава. 
Од 2016. ДВД Краљево има и Женску секцију. У тренутку формирања, то је била прва женска ватрогасна секција у Србији и региону. Традиционално, на Дан добровољних ватрогасаца Србије и Дан ДВД Краљево (у знак сећања на догађаје из 1941. године) сваког 27. септембра излази лист „Краљевачки ватрогасац“. Часопис је до 2021. уређивао краљевачки хроничар др Милан Матијевић, од 2022. године уредник је Александар Лазовић, председник Градског ватрогасног савеза.